# 자크 마그호마
자크 일론다 마그호마(프랑스어: Jacques Ilonda Maghoma, 1987년 10월 23일 ~ )는 콩고 민주 공화국의 전 축구 선수로, 2009년부터 2020년까지 풋볼 리그에서 380경기, 2010년부터 2019년까지 25경기에 출전했다.
미드필더인 마그호마는 토트넘 홋스퍼에서 선수 생활을 시작했으며 셰필드 웬즈데이와 버턴 앨비언에서도 활약했으며 2012-13 시즌에는 이 시즌의 선수였다. 그는 버밍엄 시티에서 다섯 시즌을 보냈고 2017-18 시즌에는 인도 슈퍼리그의 이스트 벵골에서 한 시즌을 보내기 전에 올해의 선수였다. 비리그 잉글랜드 축구에서 몇 경기를 치른 후, 마그호마는 2022년 10월에 은퇴를 선언했다.
국제적으로, 마그호마는 2010년 콩고 민주 공화국 국가대표팀으로 처음 출전했다.

## 구단 경력

### 토트넘 훗스퍼
자이르 루붐바시에서 태어난 마그호마는 토트넘 훗스퍼에서 선수 생활을 시작해 2003년 유소년 아카데미에 합류했다. 그는 리저브 팀으로 진출해 클럽에서 활동하는 동안 여러 차례 부상을 입었지만 수많은 경기에 출전했다. 그는 리즈 유나이티드로 시험대에 올랐지만 영구적인 계약을 제안받지는 못했다. 마그호마는 여름에 함부르크로 이적하는 것과 연결되기도 했지만 성사되지는 않았다.
아카데미에서 5년을 보낸 후, 마그호마는 2009년 6월 토트넘 감독 해리 레드냅에 의해 방출되었다.

## 국가대표팀 경력
마그호마는 2010년 5월 오스트리아와 스위스에서 열린 몇몇 포스트시즌 친선 경기를 위해 콩고 민주 공화국 국가대표팀에 차출되었다. 그는 5월 20일 사우디아라비아 B팀을 상대로 자국 B팀 데뷔 전을 치렀고, 득점도 기록했다. 그는 사우디아라비아를 상대로 한 같은 경기에서 후반 교체로 성인 국가대표팀 데뷔 전을 치렀지만, 이라크와의 친선 경기에서 2015년 3월까지 다시 출전하지 못했다. 그는 부룬디와의 월드컵 예선 전에서 하프타임 교체로 조국을 위한 첫 경기에 출전했고, 이 경기에서 콩고 민주 공화국은 3-2로 이겼고, 3일 후 복귀 전을 시작했는데, 경기는 2-2 무승부로 콩고 민주 공화국은 예선 전에 진출하기에 충분했다.